# اشتفی جونز
اشتفانی آن «اشتفی» جونز (به آلمانی: Steffi Jones، زادهٔ ۲۲ دسامبر ۱۹۷۲) مدافع بازنشستهٔ فوتبال اهل کشور آلمان است. وی همکنون به عنوان مدیر فوتبال مشغول به کار است. او برنامه‌ریز جام جهانی ۲۰۱۱ زنان در کشور آلمان بود.

## زندگی‌نامه
اشتفی جونز دارای ۹ گل زده برای تیم ملی فوتبال زنان آلمان در ۱۱۱ بازی بین سالهای ۱۹۹۳ تا ۲۰۰۷ است. در مارس ۲۰۰۷ وی از فوتبال ملی خداحافظی کرد. در سال ۲۰۰۷ اعلام به کنارگیری کرد تا به عنوان ریاست هیئت سازمان جام جهانی فوتبال زنان ۲۰۱۱ برسد.